# Le Retour de Sherlock Holmes
Pour l’article homonyme, voir Le Retour de Sherlock Holmes (homonymie).
Le Retour de Sherlock Holmes (The Return of Sherlock Holmes), aussi paru sous le titre de Résurrection de Sherlock Holmes, est un recueil de treize nouvelles policières écrites par Sir Arthur Conan Doyle, mettant en scène le détective privé Sherlock Holmes et son ami le docteur Watson.
Les nouvelles du recueil ont d'abord été publiées dans le Strand Magazine entre octobre 1903 et décembre 1904, avant d'être regroupées dans ce recueil. La première édition anglaise du recueil a été publiée par George Newnes le 7 mars 1905 à 30 000 exemplaires. L'édition anglaise fut suivie d'une édition américaine publiée par McClure, Phillips & Co. à 28 000 exemplaires.
Le Retour de Sherlock Holmes a été publié après le roman Le Chien des Baskerville (1901-1902). Le précédent recueil de nouvelles mettant en scène Sherlock Holmes, Les Mémoires de Sherlock Holmes, avait été publié en 1894.
En France, le roman paraît en 1905 sous le titre de Résurrection de Sherlock Holmes puis est changé en 1975 en Le Retour de Sherlock Holmes.

## Contenu
La première nouvelle du recueil, La Maison vide, consacre le retour à Londres de Sherlock Holmes (en 1894 selon la date fictive), alors que Conan Doyle avait narré la mort du détective (en 1891 selon la date fictive) dans Le Dernier Problème. Le Chien des Baskerville, publié entre Le Dernier Problème et La Maison vide, se déroule fictivement avant la date de « mort » du détective.
Les nouvelles du recueil sont les suivantes :
| Titre français le plus courant | Titre d'origine                             | Publication dans le Strand Magazine |
| ------------------------------ | ------------------------------------------- | ----------------------------------- |
| La Maison vide                 | The Adventure of the Empty House            | Octobre 1903                        |
| L'Entrepreneur de Norwood      | The Adventure of the Norwood Builder        | Novembre 1903                       |
| Les Hommes dansants            | The Adventure of the Dancing Men            | Décembre 1903                       |
| La Cycliste solitaire          | The Adventure of the Solitary Cyclist       | Janvier 1904                        |
| L'École du Prieuré             | The Adventure of the Priory School          | Février 1904                        |
| Peter le Noir                  | The Adventure of Black Peter                | Mars 1904                           |
| Charles Auguste Milverton      | The Adventure of Charles Augustus Milverton | Avril 1904                          |
| Les Six Napoléons              | The Adventure of the Six Napoleons          | Mai 1904                            |
| Les Trois Étudiants            | The Adventure of the Three Students         | Juin 1904                           |
| Le Pince-nez en or             | The Adventure of the Golden Pince-Nez       | Juillet 1904                        |
| Le Trois-quart manquant        | The Adventure of the Missing Three-Quarter  | Août 1904                           |
| Le Manoir de l'Abbaye          | The Adventure of the Abbey Grange           | Septembre 1904                      |
| La Deuxième Tache              | The Adventure of the Second Stain           | Décembre 1904                       |

## Rédaction, inspiration
Après avoir écrit Le Chien des Baskerville, Arthur Conan Doyle est très réticent à l'idée de « ressusciter » Sherlock Holmes et d'écrire de nouveau un recueil d'enquêtes du détective. Cependant, la pression des lecteurs amateurs d'aventures « holmésiennes » est très importante, et Sam McClure, fondateur du McClure's Magazine, propose une offre particulièrement généreuse à l'auteur : Conan Doyle sera payé 25 000 £ s'il accepte de rédiger six nouvelles aventures du détective dont la première consacrerait le retour de Holmes à Londres, toujours vivant après son combat l'opposant au professeur Moriarty. La somme proposée s'éleve à 30 000 £ pour huit récits et à 45 000 £ pour treize récits.
Malgré l'offre difficile à refuser, Conan Doyle hésite avant d'accepter. L'auteur garde en effet un souvenir désagréable de la rédaction des Mémoires de Sherlock Holmes dix ans auparavant : l'obligation de terminer chaque mois un nouveau récit était devenue une source d'angoisse et d'épuisement à cause du manque d'inspiration. L'auteur, qui avait dû mettre en suspens sa vie familiale, ne veut pas revivre une expérience similaire alors que son épouse Louise Hawkins (dite « Touie ») a des problèmes de santé. Cependant, Conan Doyle veut aussi prouver qu'il est toujours capable d'écrire d'aussi bons récits que dix ans auparavant et accepte finalement l'offre de McClure pour treize nouvelles.

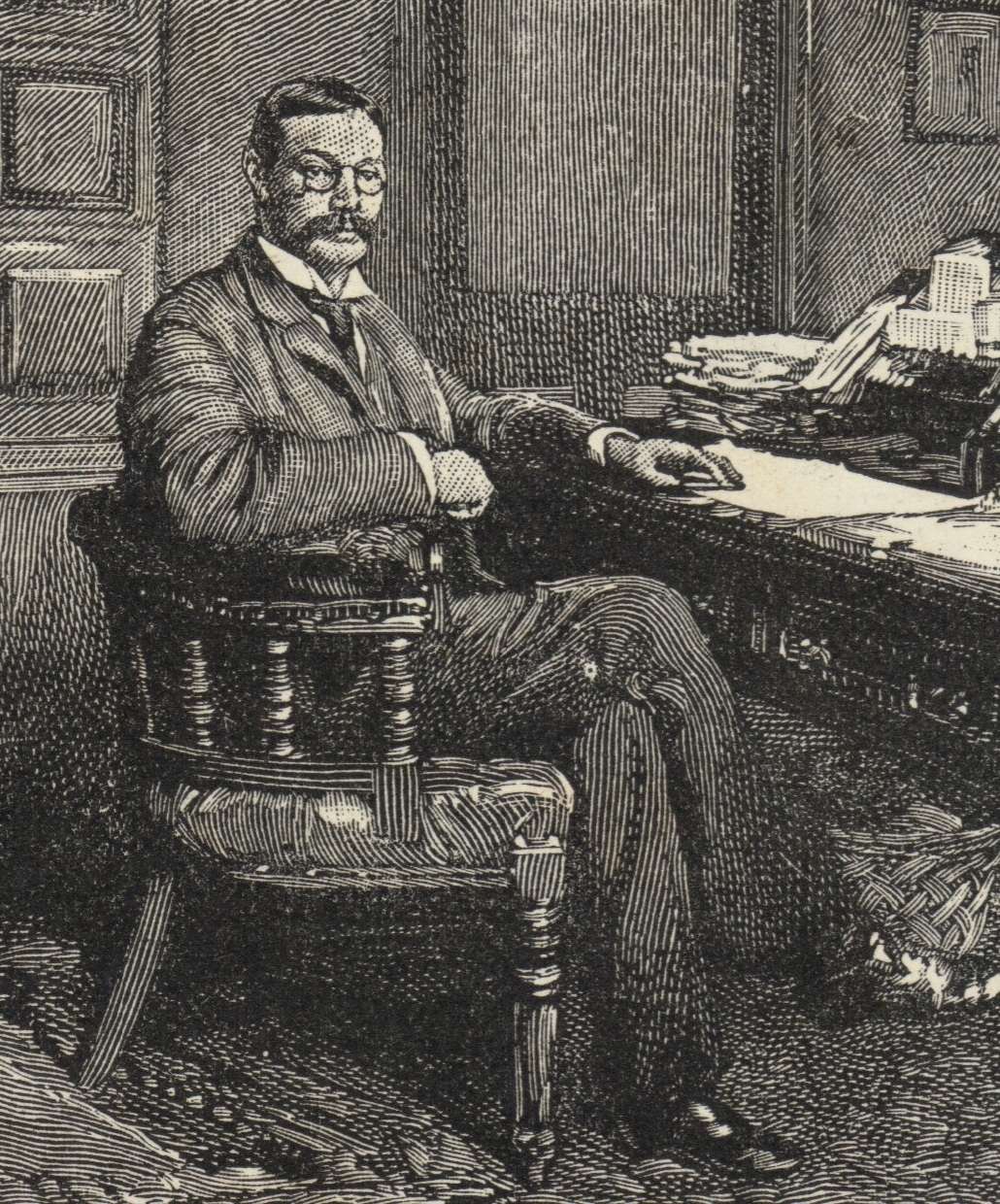
Greenhough Smith, directeur du Strand Magazine, se montre d'abord déçu par les nouvelles aventures du Retour de Sherlock Holmes.

La rédaction devient rapidement une expérience désagréable comme précédemment. En outre, le Strand Magazine, qui publie les nouvelles sur le territoire britannique, se montre déçu de la qualité des premières aventures. Après avoir rédigé trois des treize nouvelles, Conan Doyle confie au directeur de la revue sa réticence à continuer la rédaction des autres nouvelles prévues, mais l'abandon est impossible du fait que l'auteur a signé pour treize nouvelles et se doit d'honorer son engagement. La rédaction continue donc, et Conan Doyle parvient à achever sa tâche malgré d'incessants manques d'inspiration : il écrit notamment dans sa correspondance : « Trouver des énigmes, cela me tue ». Néanmoins, il s'efforce de rédiger des aventures satisfaisantes, pour faire figurer le détective dans des affaires « dignes de lui » selon ses termes. La tâche est d'autant plus difficile que Conan Doyle doit trouver de l'originalité tout en respectant le « modèle » des récits holmésiens pour plaire à ses lecteurs, donc inventer des récits nouveaux tout en gardant une certaine « uniformité ». Conan Doyle s'excuse ainsi auprès du directeur du Strand pour le « manque de fraîcheur » inévitable des nouveaux récits, et lui affirme : « Tout ce que l'on peut faire, c'est d'essayer de produire des récits que le public aurait trouvé bons et originaux s'il les avait connus avant les autres ». Bien décidé à ne plus jamais réécrire des aventures du détective (ce qui arrivera tout de même), l'auteur évoque le départ à la retraite du détective dans la treizième nouvelle intitulée La Deuxième Tache.
Selon James McCearney, biographe de l'auteur, Conan Doyle est parvenu à rédiger des aventures d'aussi bonne qualité que les précédentes,, bien que le manque d'inspiration se ressente selon lui dans les similitudes que l'on trouve entre Les Six Napoléons et L'Escarboucle bleue, ou dans le dénouement de La Deuxième Tache et Le Traité naval. Par ailleurs, dans L'École du prieuré et Charles Auguste Milverton, Sherlock Holmes défie la loi pour mener à bien son enquête, et Conan Doyle se serait ici inspiré du personnage Arthur J. Raffles, un personnage précurseur d'Arsène Lupin créé par son beau-frère Ernest William Hornung.